# غريغ ويبر
غريغ ويبر هو لاعب كرة قدم كندي، ولد في 1950 في كندا. شارك مع منتخب كندا لكرة القدم. أما مع النوادي، فقد لعب مع فانكوفر وايتكابس (1974–1984).